# Tvashtar

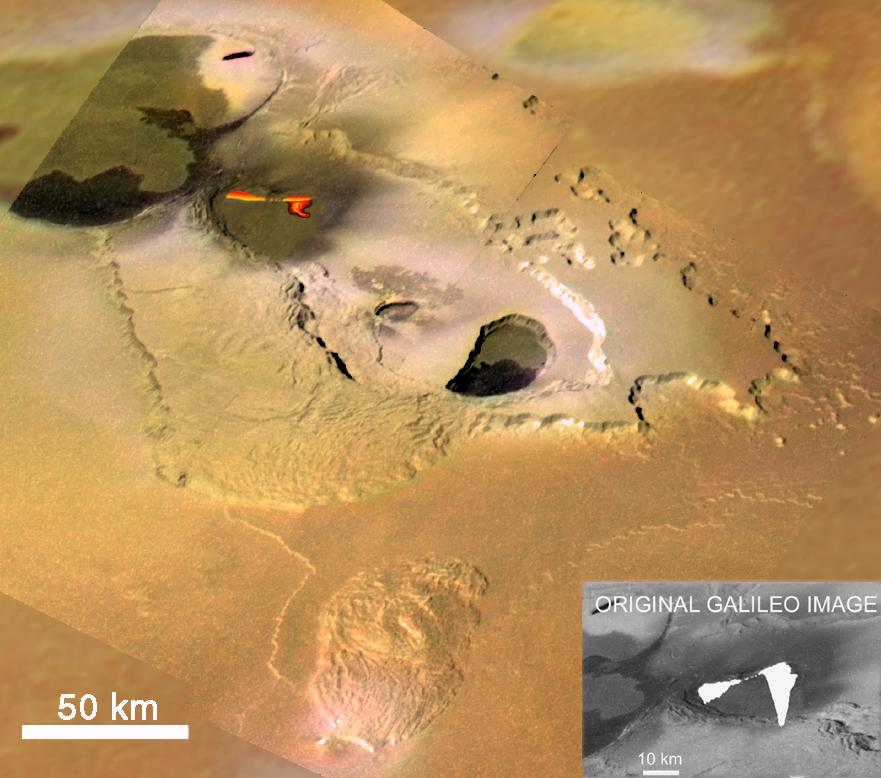
Vista del Tvashtar tomada por la nave Galileo en 1999. Es posible apreciar las fuentes y flujos de lava provenientes del volcán.

Erupción del Tvashtar captada por la sonda New Horizons.

Tvashtar Paterae es un grupo de volcanes situado en Ío, uno de los satélites de Júpiter. Se trata de una región volcánica activa, compuesta por un grupo de cráteres volcánicos muy cerca del polo norte del satélite. Este grupo de paterae recibió oficialmente el nombre de «Tvashtar» en el año 2000; en la mitología hindú, Tvastar o Tuastri era el dios de los herreros.

## Estudio

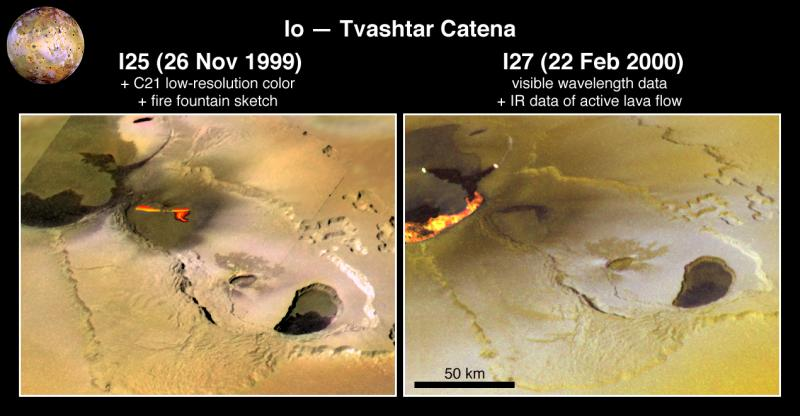
Este par de imágenes tomadas por la sonda espacial Galileo de la NASA capta una erupción dinámica en Tvashtar Catena, una cadena de cuencas volcánicas en la luna Ío de Júpiter. Muestran un cambio en la ubicación de la lava caliente durante un período de unos pocos meses en 1999 y principios de 2000. La imagen de la izquierda utiliza datos obtenidos el 26 de noviembre y el 3 de julio de 1999, con resoluciones de 183 metros (600 pies) y 1,3 kilómetros (0,8 millas) por píxel, respectivamente. El flujo de lava rojo y amarillo en sí es una ilustración basada en datos de imágenes. La imagen de la derecha es una composición que utiliza una observación de cinco colores realizada el 22 de febrero de 2000, a 315 metros (1030 pies) por píxel.

El volcán fue fotografiado por la sonda Galileo el 25 de noviembre de 1999, siendo la región estudiada por la sonda durante varios años. Durante este tiempo, un manto de lava de 25 km de largo, y de 1-2 km de alto fue captado. También un lago de lava de silicatos incandescentes entró en erupción en el cráter volcánico más grande de esta región, lo que produjo una columna de gas de 385 km de altura.
El 26 de febrero de 2007, la sonda espacial New Horizons de la NASA detectó una erupción que produjo un gigantesco penacho de 330 kilómetros de altura.